# فرنسيسكو أرماندو ميزا كاسترو
فرنسيسكو أرماندو ميزا كاسترو (بالإسبانية: Francisco Armando Meza Castro)‏ هو سياسي مكسيكي، ولد في 17 فبراير 1944 في المكسيك. حزبياً، نشط في حزب الثورة الديمقراطية. وقد انتخب عضو مجلس النواب المكسيك.